# Lithophasia cyaxares
Lithophasia cyaxares är en fjärilsart som beskrevs av Edward P. Wiltshire 1957. Lithophasia cyaxares ingår i släktet Lithophasia och familjen nattflyn. Inga underarter finns listade i Catalogue of Life.